# Stadion Gradska Płaża
Stadion Gradska Płaża – stadion piłkarski w mieście Struga, w Macedonii Północnej. Został otwarty w 1970 roku. Może pomieścić 1000 widzów. Położony jest tuż nad brzegiem Jeziora Ochrydzkiego. Swoje spotkania rozgrywają na nim piłkarze klubów FK Struga, Karaorman Struga i Właznimi Struga.